# Standolio
Lo standolio (dall'inglese stand-oil, anche detto olio cotto o olio polimerizzato) è un termine commerciale usato per indicare una categoria di oli resi più stabili e viscosi attraverso un processo di polimerizzazione.
Il suo utilizzo principale è nella formulazione di prodotti protettivi per il legno, vernici, resine e adesivi.
Si può ottenere da oli siccativi come l'olio di lino, l'olio di tung, l'olio di semi di oiticica, olio di noce, olio di semi di papavero, l'olio di semi di perilla, o da oli semisiccativi come l'olio di semi di soia o l'olio di semi di cartamo.
Il parametro chimico per determinare la suscettibilità di un olio ai processi di ossidazione e polimerizzazione è il numero di iodio, proporzionale al numero di doppi legami presenti. Per questo nella produzione di standolio vengono privilegiati oli ricchi di acidi grassi polinsaturi.
Anche gli acidi grassi monoinsaturi possono contribuire all'aumento della viscosità nel processo di produzione di uno standolio, attraverso la formazione di legami trans, con un fenomeno detto "elaidinizzazione".
È stato ritrovato nel bitume di Giudea utilizzato nelle prime stampe fotografiche.

## Produzione e classificazione
Gli standoli vengono prodotti attraverso il processo di "standoilizzazione", che consiste nel riscaldare tali oli ad elevata temperatura (tipicamente tra i 280 e i 330 °C) in caldaie aperte o in autoclavi.

I primi passaggi per arrivare alla polimerizzazione comportano:
1) la rottura di un doppio legame liberando un'aldeide o la formazione di un legame coniugato;
2) l'addizione o la formazione di un legame crociato.

Le reazioni di lipossidazione che precedono la formazione di polimeri d'addizione dell'olio comportano la rottura delle catene con la formazione di aldeidi, la formazione di legami coniugati, la formazione di legami crociati.
A seconda del processo di produzione impiegato, si possono classificare in:
- standoli comuni o normali, ottenuti attraverso operazioni sottovuoto o in presenza di gas inerti (come anidride carbonica o azoto);[3]
- standoli speciali, ottenuti con insufflazioni di aria e in presenza di particolari modificanti.[3]

A seconda della viscosità, dipendente della concentrazione di dimeri e oligomeri negli standoli, si possono classificare come: bassa, media, alta viscosità.
Per accelerare la polimerizzazione possono essere impiegati catalizzatori.
Dal processo dove per accelerare l'ossidazione viene insufflata aria calda deriva la denominazione, in disuso, di olio soffiato.

## Proprietà
A seconda della miscela di trigliceridi da cui è composto l'olio originario e del processo di produzione, è possibile modulare le principali caratteristiche chimico-fisiche di uno standolio. Portando all'estremo i processi della standoilizzazione, si possono ottenere prodotti solidi come nella produzione del linoleum.
Rispetto ad oli non polimerizzati, gli standoli presentano tipicamente le seguenti caratteristiche:
- Maggiore viscosità: la viscosità a parità di olio non polimerizzato può essere modulata, regolando nel processo di produzione la formazione di dimeri e oligomeri dei trigliceridi originari.
- Colore più scuro: lo standolio è tipicamente più giallo, marrone, dell'olio da cui è prodotto.
- Meno volatile/maleodorante: nella prima fase del processo di ossidazione si liberano le tipiche aldeidi volatili che caratterizzano l'odore di rancido o di pesce tipico nella lipossidazione degli oli ricchi di polinsaturi. Per ottenere uno standolio meno maleodorante si può effettuare parte della cottura sotto vuoto.
- Minore suscettibilità all'ossidazione.
- Maggiore omogeneità, elasticità e resistenza agli agenti esterni del film ottenuto dall'essiccazione dell'olio.